# Ryoff Karma
Ryoff Karma (呂布カルマ, nacido el 7 de enero de 1983）es un rapero japonés. También es famoso como personalidad de televisión y comentarista. También cuenta con una carrera como actor y actor de voz.

## Descripción general
Su característica es su fuerza en las batallas de rap. Para obtener más detalles, consulta la sección "Evaluación".
También es una personalidad popular de la televisión. En 2023, apareció en 156 programas de televisión.
Ryoff ha contribuido con rap en numerosos comerciales y ha aparecido en algunos de ellos. El más famoso es el "Rap de la Tolerancia" (寛容ラップ) producido por AC Japan en 2022.
Ryoff tiene la apariencia de un Yakuza. Este comercial presentaba a Ryoff rapeando amablemente a una anciana. Este comercial ganó muchos premios en 2022.
Ryoff también es activo como crítico. Se especializa en criticar modelos de trajes de baño y manga. Ryoff se graduó del Departamento de Ilustración de una universidad de arte. Para Lu Bu, las modelos de trajes de baño son una presencia artística. Al igual que un pintor se enfoca en un único motivo, Lu Bu aprecia la belleza de las modelos de trajes de baño. Durante la universidad, aspiraba a convertirse en un artista de manga. Es hábil en el dibujo y la creación de manga, por lo que a menudo trabaja en críticas y promociones de manga.
Ryoff no tiene un sitio web oficial y comparte información en X (Twitter). Sus declaraciones son a menudo provocadoras. A menudo discute con personas comunes en las redes sociales.
En septiembre de 2024, Ryoff criticó el diseño de la estación de Koiyamagata, una estación de tren en la prefectura de Tottori. Muchos japoneses criticaron las declaraciones de Ryoff. Sin embargo, el gobernador de la prefectura de Tottori dio la bienvenida a los comentarios de Ryoff. Las empresas ferroviarias también dieron la bienvenida a los comentarios de Ryoff. Esto se debe a que la "Estación Koiyamagata" atrajo atención gracias a las declaraciones de Ryoff. La prefectura de Tottori y la empresa ferroviaria lanzaron de inmediato una campaña. Este evento muestra que Ryoff está influyendo en la sociedad a través de las redes sociales.

## Evaluación
Ryoff Karma es considerado el "más fuerte" en las batallas de rap. Muchos periódicos, programas de televisión y revistas lo han evaluado como el más fuerte. La siguiente tabla resume sus evaluaciones por diversos medios de comunicación.
| Nombres de periódicos, revistas y televisión. | contenido escrito                                                                        |
| --------------------------------------------- | ---------------------------------------------------------------------------------------- |
| Fuji-TV                                       | El rapero más fuerte, Ryoff Karma                                                        |
| HOCHI Sports Newspaper                        | El rapero más fuerte, Ryoff Karma                                                        |
| Forbes JAPAN                                  | Conocido como el rapero más fuerte                                                       |
| Tokai-TV                                      | El rapero más fuerte de Japón, Ryoff Karma                                               |
| Fuji-TV ‘Mezamashi 8’                         | Ryoff Karma, activo como uno de los raperos más destacados de Japón                      |
| AbemaTV ‘Freestyle Unification of Japan’      | El rapero activo más fuerte                                                              |
| Tokyo-TV                                      | El rey de los raperos, Ryoff Karma                                                       |
| Da Vinci Web                                  | Uno de los raperos más fuertes en actividad, con una fuerza inigualable en las batallas. |
| Town News                                     | Uno de los raperos principales de Japón                                                  |
| Real Sound                                    | El rapero activo más fuerte, Ryoff Karma                                                 |
| BOOK Watch                                    | Uno de los raperos representativos de Japón, Ryoff Karma                                 |
| News Crunch                                   | Uno de los raperos representativos del hip-hop japonés                                   |
| UNIVERSITY of CREATIVITY (Hakuhodo)           | Raperp representativo de Japón, Ryoff Karma                                              |
| SPORTS BULL                                   | Conocido como el rapero de batalla activo más fuerte                                     |

La serie "Nikkei MJ" del periódico Nihon Keizai Shimbun destacó los logros de los raperos japoneses. El artículo afirmaba: "Raperos carismáticos como R-Shitei (ja:R-指定 (ラッパー)) y Ryoff Karma han comenzado a aparecer frecuentemente en los medios".
El rapero SKRYU ha ganado múltiples competencias, incluida la ‘SENGOKU MC BATTLE’. En una entrevista con una revista femenina, SKRYU dijo: "En el futuro, quiero convertirme en una estrella de televisión como R-Shitei y Ryoff Karma.".

## Actividades de Talento
Se destacó como personalidad de televisión en 2023. Ese año, apareció en televisión 156 veces y ocupó el octavo lugar en la lista de "Talentos Revelación de 2023".
¿Por qué es popular como personalidad de televisión? Aquí algunas razones.
- Apariencia Única: Tiene el aspecto de un yakuza japonés de la vieja escuela.[31]
- Sentido del Humor: Su forma de hablar se asemeja a la de un comediante.[32]
- Incluso cuando hace declaraciones extremas, nadie se molesta: Es ideal para programas de debate.[33]
- el sabe modales: Trabajó como empleado de una empresa común hasta los 33 años. También tiene dos hijos.[34]
- Es rapero: Es raro que los raperos aparezcan en programas de televisión en Japón.[30]
- Educado: Se graduó de una universidad de arte.[5]
- Capacidad para Manejar Temas Difíciles: Conduce un programa de radio semanal con académicos.[35]

Una de las personalidades televisivas más populares de Japón es Matsuko Deluxe. Los medios han comparado a Ryoff con Matsuko Deluxe, diciendo que "Ryoff podría convertirse en alguien como Matsuko Deluxe".
Matsuko es un travesti gay que ganó popularidad desde el mundo underground. Ryoff comparte estos dos rasgos con Matsuko: una apariencia distintiva y un trasfondo underground.
A medida que Ryoff ganaba popularidad, también aumentó el número de personas que no lo aceptaban. En la primera mitad de 2023, ocupó el tercer lugar en el ranking de "Personalidades de TV cuya popularidad ha aumentado pero no son aceptadas".